# JFE Holdings
JFE Holdings, Inc. (ホールディングス株式会社 Jeiefuī Hōrudingusu Kabushiki-gaisha) er en japansk stålproducent med hovedkvarter i Tokyo. Den blev etableret i 2002 ved en fusion mellem NKK (日本鋼管株式会社 Nippon Kōkan Kabushiki-gaisha) og Kawasaki Steel Corporation (川崎製鉄株式会社 Kawasaki Seitetsu Kabushiki-gaisha). De ejer JFE Steel, JFE Engineering og Japan Marine United.